# Departamento de Operações de Mercado Aberto do Banco Central
Departamento de Operações de Mercado Aberto do Banco Central (Demab) é uma unidade subordinada ao Diretor de Política Monetária (Dipom) do Banco Central do Brasil (Bacen). Tem como principais atribuições:
- executar as operações de mercado aberto, de derivativos, inclusive de swap referenciado em taxas de juros e variação cambial, entre outras operações aprovadas pela Diretoria do Bacen
- assessorar a gestão das políticas monetária e cambial
- manter o mercado de títulos públicos federais dinâmico e organizado
- administrar o Sistema Especial de Liquidação e de Custódia (Selic), em parceria com a Associação Brasileira das Entidades dos Mercados Financeiro e de Capitais (Anbima), [2] sociedade civil sem fins lucrativos, cujos membros são bancos comerciais, bancos de investimentos, corretoras e   distribuidoras de valores, bem como as demais instituições financeiras autorizadas a funcionar pelo Banco Central;
- prestar serviços à Secretaria do Tesouro Nacional (STN) do Ministério da Fazenda, na administração da dívida mobiliária, conduzindo, inclusive, os leilões de títulos públicos federais registrados no Selic
- efetuar a custódia de valores mobiliários de propriedade da União
- realizar estudos aplicáveis à implantação das políticas monetária e cambial, ao desenvolvimento dos mercados aberto e de títulos públicos federais, à administração de sistemas de liquidação e de custódia de títulos;
- acolher depósitos com títulos públicos em benefício de entidades não financeiras integrantes do Sistema de Pagamentos Brasileiro (SBP).[3]